# Monticello (Illinois)
Monticello je grad u američkoj saveznoj državi Ilinois. Prema popisu stanovništva iz 2010. u njemu je živjelo 5.548 stanovnika.